# Weldon Heyburn
Weldon Heyburn est un acteur américain né à Washington le 19 septembre 1903, et mort à Los Angeles, Californie, le 18 mai 1951.

## Filmographie partielle
- 1932 : Chandu le magicien (Chandu the Magician), de William Cameron Menzies et Marcel Varnel
- 1932 : Fille de feu (Call Her Savage), de John Francis Dillon
- 1936 : Speed, d'Edwin L. Marin
- 1937 : Fifi peau de pêche (Every Day's a Holiday), d'A. Edward Sutherland
- 1938 : L'École du crime (Crime School) de Lewis Seiler
- 1940 : À la rescousse (The Trail Blazers) de George Sherman
- 1940 : Les Tuniques écarlates (North West Mounted Police), de Cecil B. DeMille
- 1941 : L'Engagé volontaire (Caught in the Draft), de David Butler
- 1941 : La Charge fantastique (They Died with Their Boots On), de Raoul Walsh
- 1941 : Redhead d'Edward L. Cahn
- 1941 : Jimmy s'en va-t-en guerre (You're in the Army Now), de Lewis Seiler
- 1944 : Le Chat chinois (The Chinese Cat), de Phil Rosen
- 1944 : Étrange Mariage (When Strangers Marry), de William Castle
- 1944 : La Princesse et le Pirate (The Princess and the Pirate), de David Butler
- 1944 : La Marine en jupons (Here Come the Waves), de Mark Sandrich
- 1945 : La Blonde incendiaire (Incendiary Blonde)), de George Marshall
- 1948 : Mon héros (A Southern Yankee), d'Edward Sedgwick
- 1949 : Un pacte avec le diable (Alias Nick Beal), de John Farrow
- 1949 : Samson et Dalila (Samson and Delilah), de Cecil B. DeMille
- 1950 : Le Verdict de l'amour (Perfect Strangers), de Bretaigne Windust
- 1950 : L'Esclave du gang (The Damned Don't Cry), de Vincent Sherman